# دون ديفيز
دون ديفيز هو محامي وسياسي كندي، ولد في 16 يناير 1963 في إدمونتون في كندا. حزبياً، نشط في الحزب الديمقراطي الجديد. في الانتخابات الاتحادية الكندية 2008 ‏، انتخب عضو مجلس العموم الكندي عن دائرة Vancouver Kingsway ‏ وقد انضم خلال فترته النيابية ‏ (14 أكتوبر 2008 – 1 مايو 2011)  للكتلة البرلمانية الحزب الديمقراطي الجديد وفي الانتخابات الاتحادية الكندية 2011 ‏، انتخب عضو مجلس العموم الكندي عن دائرة Vancouver Kingsway ‏ وقد انضم خلال فترته النيابية ‏ (2 مايو 2011 – 18 أكتوبر 2015)  للكتلة البرلمانية الحزب الديمقراطي الجديد وفي الانتخابات الفيدرالية الكندية 2015، انتخب عضو مجلس العموم الكندي عن دائرة Vancouver Kingsway ‏ وقد انضم خلال فترته النيابية ‏ (19 أكتوبر 2015 – )  للكتلة البرلمانية الحزب الديمقراطي الجديد.

## وصلات خارجية
- الموقع الرسمي